# Малафеев, Вячеслав Александрович
Вячесла́в Алекса́ндрович Малафе́ев  (род. 4 марта 1979[…], Ленинград) — российский футболист, вратарь. На протяжении всей карьеры выступал за петербургский «Зенит». Заслуженный мастер спорта России (2008). С 2003 по 2012 год игрок сборной России. После ухода из футбола занимается бизнесом.

## Карьера в «Зените»
Родился 4 марта 1979 года в Ленинграде. Сначала учился в 78-й школе, потом в 473-й, а заканчивал 55-ю (ныне СОШ №98) школу. Футболом начал заниматься в футбольной школе «Смена» в 6 лет (тренеры — В. П. Савин, В. В. Вильде). В 1997 году, с отличием закончив футбольную школу «Смена», был приглашён во вторую команду «Зенита» — «Зенит-2». В ФК «Зенит» с 1999 года.
Малафеев дебютировал 7 июля 1999 года в матче против владикавказской «Алании», после того как Роман Березовский был удалён за оскорбление в адрес судьи. Однако воспользоваться шансом стать первым номером Малафеев, по большому счету, не сумел. С этого времени стал вызываться в олимпийскую сборную России, за которую впервые сыграл против Армении 4 сентября 1999 года.
В 2001 году Малафеев завоевал свою первую медаль: «Зенит» стал бронзовым призёром чемпионата России.
В 2003 году Малафеев вместе с «Зенитом» занял второе место в чемпионате, получил Приз «Вратарь года» имени Льва Яшина и попал в список 33 лучших футболистов чемпионата России. Два равноценных вратаря «Зенита» — Чонтофальски и Малафеев — постоянно боролись за место в основном составе. В 2005 году, заработав удаление в кубковом матче против ЦСКА, Малафеев надолго стал вторым вратарем. В начале 2006 года Чонтофальски был заменен из-за травмы в матче Кубка УЕФА против «Русенборга», и Малафеев в итоге сыграл в том году 36 игр, пропустив в них 30 мячей и вновь попав в список 33 лучших футболистов чемпионата.
В следующем году у команды не было ярко выраженного первого номера. Малафеев сыграл 24 игры, пропустил 27 мячей, завоевал золотые медали чемпионата и стал «Вратарём года».
Игра против «Кубани» 22 июня 2011 года стала для вратаря сотым матчем за «Зенит» в чемпионатах России, отыгранным на ноль.
Вошёл в число пяти лучших вратарей мира в 2011 году по версии спортивного портала ESPN.
В 2011 году Малафеев заключил с «Зенитом» новый контракт на пять лет с зарплатой в 1,6 млн долларов. Но если в начале контракта Малафеев был основным вратарём «Зенита», то за последние 3 сезона контракта он сыграл только 6 игр во всех турнирах.
С начала сезона 2013/2014 Малафеев перестал быть основным вратарём «Зенита», уступив многолетнее место пришедшему в клуб Юрию Лодыгину.
23 мая 2015 года, отыграв в Перми свой 327-й матч в чемпионате России, Малафеев опередил по этому показателю легендарного советского вратаря Льва Яшина и поднялся на третье место среди вратарей по количеству матчей в высшей лиге чемпионатов СССР и России. 30 мая 2015 года в завершающем туре провёл последний матч в составе «Зенита» — в домашнем матче с «Локомотивом» вышел со стартовых минут, а на 87-й минуте был заменён на Егора Бабурина. 15 мая 2016 года завершил спортивную карьеру: на последний домашний матч сезона с московским «Локомотивом» был включён в заявку на матч, но на поле не вышел, а после игры состоялась церемония прощания с болельщиками.
Малафеев провел за «Зенит» 442 официальных матча и по этому показателю занимает второе место в истории клуба после Анатолия Давыдова (456).
28 ноября 2017 года был назначен на пост заместителя спортивного директора «Зенита» по общим вопросам. До прихода летом 2018 года Хавьера Рибалты отвечал за трансферы главной команды, затем стал курировать работу молодёжной и второй команд, отвечать за трансферы, подписание контрактов, перемещения футболистов внутри структуры клуба. 31 мая 2020 года покинул клуб.

## Карьера в сборной России
С 1999 года выступал за молодёжную (олимпийскую) сборную России. С 2000 года привлекался к сборам национальной сборной. В ноябре 2003 года сыграл свой первый матч за сборную России — вторую стыковую игру против Уэльса. Поучаствовав в отборочных играх к чемпионату Европы, Малафеев завоевал место в заявке сборной и на сам турнир. В матче группового этапа Евро-2004 против Португалии в конце первого тайма за игру рукой вне штрафной площади (которой на видеоповторе не было обнаружено) был удалён Сергей Овчинников, основной вратарь сборной, и его заменил Вячеслав Малафеев, доигравший матч против Португалии (поражение 0:2) и Греции (победа 2:1). С Португалией был связан и мрачный эпизод в карьере Малафеева: 13 октября 2004 года в отборочном матче чемпионата мира 2006 года Малафеев пропустил 7 голов от португальцев.
26 марта 2005 года Вячеслав Малафеев провёл гостевой матч против сборной Лихтенштейна, в котором россияне с большим трудом удержали победу 2:1. Малафеев пропустил на 40-й минуте гол от Томаса Бека, который реализовал стандартное положение. Малафееву отчасти помешал выпрыгнувший Сергей Игнашевич, дезориентировавший российскую оборону, но в то же время, по мнению телекомментатора Виктора Гусева, вратарь также ошибся с позицией. Говоря о пропущенном голе, Малафеев сказал, что не спрогнозировал подобное развитие ситуации, и взял на себя ответственность за то, что подсказал неверную позицию Игнашевичу при розыгрыше стандарта:

Я был дезориентирован, поскольку, если честно, не ожидал такого поворота событий. Мяча вообще не видел - он вылетел из этой кучи-малы в последний момент. Моя вина в том, что неправильно указал Игнашевичу, куда ему надо встать. Мы знали: Лихтенштейн опасно разыгрывает стандартные положения, но предугадать, что мяч никого не коснется, согласитесь, очень сложно. С другой стороны, опыт вратаря как раз и заключается в том, чтобы спрогнозировать ситуацию.

В то же время на последних минутах игры при счёте 2:1 в пользу россиян Вячеслав отразил опасный удар Марио Фрика, который в случае успеха лишил бы Россию не только победы в матче, но и даже теоретических шансов на 2-е место в отборочной группе 3 чемпионата мира. Об этом ударе Малафеев говорил так:

Все определяли доли секунды, за которые и я, и соперник решали, что делать. Я рискнул и переместился в ближний угол. Вышло, что угадал — удар пришёлся точно в меня. Сразу же промелькнула мысль: если бы этот парень сейчас забил, с мыслями о чемпионате мира, скорее всего, пришлось бы попрощаться.

Тем не менее, сборная России в итоге на чемпионат мира не пробилась.
Позже Малафеев уступил место основного вратаря Игорю Акинфееву в отборе к Евро-2008, однако после получения им травмы в мае 2007 года снова встал ворота, отыграв июньские матчи против Хорватии и Андорры, часть матча против Македонии и полный матч против Англии. В 2008 году Малафеев завоевал бронзовые медали чемпионата Европы, не сыграв ни одной минуты: во всех матчах ворота защищал Акинфеев. В товарищеском матче 4 июня 2008 года со сборной Литвы Малафеев начал рекордную для себя сухую серию — 653 минуты — которая закончилась 25 мая 2012 года в товарищеском матче со сборной Уругвая. Эта серия является второй в истории советского и российского футбола. Одновременно с этим Малафеев провёл семь сухих встреч подряд, что является третьим результатом после серий Виктора Чанова и Игоря Акинфеева.
29 марта 2011 года в товарищеском матче против сборной Катара вышел на поле во втором тайме капитаном, заменив Сергея Рыжикова во втором тайме, и отыграл на ноль, неоднократно спасая свои ворота. 7 июня в матче против Камеруна вывел команду с капитанской повязкой и отстоял на ноль. В связи с очередной травмой основного вратаря сборной Игоря Акинфеева, полученной в матче чемпионата России против «Спартака», стал в ворота на заключительные матчи отборочного этапа чемпионата Европы 2012, где все четыре оставшихся матча отыграл «на ноль». На Евро-2012 был основным вратарём сборной, однако сборная России не смогла выйти из группы, а сам Малафеев пропустил три гола (по одному в каждом матче).
27 августа 2012 года принял решение завершить свою карьеру в сборной, заявив следующее: «Отказ от выступления за сборную тяжелое как в человеческом, так и в профессиональном плане решение, но на сегодняшний день оно самое правильное для моей семьи».

## Личная жизнь
По словам Вячеслава Малафеева, изначально фамилия семьи писалась через «о». Но его отец в юности был поклонником футболиста Эдуарда Малофеева и, ошибочно считая, что его фамилия пишется через «а», при получении паспорта изменил и свою фамилию.
Первая жена — Марина Малафеева (в девичестве Безбородова), родилась 20 мая 1974 года, сестра Владислава Безбородова. Окончила Академию гражданской авиации. С супругом познакомилась через общих друзей. Свадьба состоялась 17 ноября 2001 года. После замужества занималась домашним хозяйством, затем — бизнесом, являлась гендиректором продюсерского центра «Малафеева продакшн». 17 марта 2011 года погибла в автомобильной аварии в Санкт-Петербурге. Похоронена на Смоленском кладбище в Санкт-Петербурге.
Вторая жена (с 11 декабря 2012 года, официально развелись в сентябре 2023 года) — Екатерина Малафеева (в девичестве Комякова), родилась 7 апреля 1988 года, Заречье, Боровичский район. Обучалась в Санкт-Петербурге, окончила Государственный университет культуры и искусств.
Третья жена - трехкратная чемпионка мира по гимнастике Ангелина Шкатова (25.01.2001 г.р.), поженились 21 февраля 2025 года.
Дети — от первого брака дочь Ксения (род. 3 декабря 2003) и сын Максим (род. 26 февраля 2006). От второго брака сын Алекс (род. 10 мая 2013).
Старший брат Сергей (род. 19.03.1975) — футболист и футбольный судья.
В 2013 году снялся в роли самого себя в телесериале «Кухня».
19 января 2021 года был госпитализирован с диагнозом двусторонняя пневмония и ковид. 27 января был выписан из больницы.
В сентябре 2021 года стал победителем шоу «Звёзды в Африке» на телеканале ТНТ.
В сентябре 2022 года стал участником третьего сезона шоу «Звёзды в Африке. Битва сезонов» на телеканале ТНТ, в котором стал одним из финалистов и в итоге занял 6-е место.

## Вне футбола

### Бизнес
В марте 2013 года создал агентство недвижимости «М16-Недвижимость». В 2014 году открыл подразделение агентства, занимающееся элитной недвижимостью. В 2016 году создал «Группу компаний „M16-Group“», в которую вошли 6 дочерних подразделений: агентство недвижимости и элитное подразделение, компания по дизайну интерьеров, горнолыжный клуб «Любогорье», служба безопасности и фирма, предоставляющая юридические услуги.

### Политика
6 февраля 2012 года был официально зарегистрирован как доверенное лицо кандидата в Президенты РФ и действующего президента России Владимира Путина.

### «Вся жизнь в перчатках»
Малафеев является одним из авторов сценария и продюсеров серии документальных фильмов о лучших вратарях мира «Вся жизнь в перчатках».
Первый фильм режиссёра Марины Кангур был показан 10 июня 2012 на Первом канале. В фильме принимали участие Эдвин ван Дер Сар, Джанлуиджи Буффон, Игорь Акинфеев, Икер Касильяс, Йенс Леманн, Михаил Бирюков, Ринат Дасаев. Через пять дней Первый канал повторил фильм во время ожидания продолжения остановленного матча чемпионата Европы Украина — Франция.
28 июня 2014 была показана вторая часть фильма. В ней принимали участие Петр Чех, Карлос Роа, Жереми Жано, Мануэль Нойер, Жулио Сезар. Режиссёр — Леван Матуа.
Предпоказ третьей части прошёл 31 мая 2016; режиссёр — Л. Матуа. В эфир фильм вышел на Первом канале во время чемпионата Европы 2016 — в ней идёт речь о вратарях, побеждавших на чемпионатах Европы. В последней серии приняли участие Петер Шмейхель, Икер Касильяс, Андреас Кепке, Антониос Никополидис.

## Статистика

### Клубная
| Клуб  | Сезон   | Лига | Лига | Лига          | Кубки | Кубки | Кубки         | Еврокубки | Еврокубки | Еврокубки     | Итого | Итого | Итого         |
| Клуб  | Сезон   | Игры | Голы | Матчи на ноль | Игры  | Голы  | Матчи на ноль | Игры      | Голы      | Матчи на ноль | Игры  | Голы  | Матчи на ноль |
| ----- | ------- | ---- | ---- | ------------- | ----- | ----- | ------------- | --------- | --------- | ------------- | ----- | ----- | ------------- |
| Зенит | 1999    | 8    | −10  | 2             | 0     | 0     | 0             | 0         | 0         | 0             | 8     | −10   | 2             |
| Зенит | 2000    | 12   | −8   | 5             | 0     | 0     | 0             | 5         | −3        | 3             | 17    | −11   | 8             |
| Зенит | 2001    | 28   | −29  | 7             | 2     | −2    | 1             | —         | —         | —             | 30    | −31   | 8             |
| Зенит | 2002    | 29   | −40  | 4             | 5     | −6    | 2             | 3         | −4        | 1             | 37    | −50   | 7             |
| Зенит | 2003    | 27   | −23  | 10            | 5     | −5    | 2             | —         | —         | —             | 32    | −28   | 12            |
| Зенит | 2004    | 19   | −18  | 9             | 0     | 0     | 0             | 7         | −8        | 2             | 26    | −26   | 11            |
| Зенит | 2005    | 11   | −13  | 2             | 6     | −3    | 4             | 0         | 0         | 0             | 17    | −16   | 6             |
| Зенит | 2006    | 26   | −21  | 11            | 5     | −2    | 3             | 5         | −7        | 1             | 36    | −30   | 15            |
| Зенит | 2007    | 19   | −20  | 8             | 5     | −7    | 1             | 2         | −1        | 1             | 26    | −28   | 10            |
| Зенит | 2008    | 30   | −37  | 8             | 2     | −2    | 0             | 16        | −16       | 6             | 48    | −55   | 14            |
| Зенит | 2009    | 28   | −24  | 12            | 1     | −1    | 0             | 5         | −8        | 1             | 34    | −33   | 13            |
| Зенит | 2010    | 21   | −9   | 13            | 2     | 0     | 2             | 8         | −7        | 4             | 31    | −16   | 19            |
| Зенит | 2011/12 | 41   | −35  | 19            | 3     | −3    | 1             | 10        | −13       | 3             | 54    | −51   | 23            |
| Зенит | 2012/13 | 26   | −23  | 9             | 5     | −4    | 2             | 9         | −14       | 3             | 40    | −41   | 14            |
| Зенит | 2013/14 | 1    | 0    | 1             | 0     | 0     | 0             | 1         | −1        | 0             | 2     | −1    | 1             |
| Зенит | 2014/15 | 2    | −1   | 1             | 2     | −4    | 0             | 0         | 0         | 0             | 4     | −5    | 1             |
| Зенит | 2015/16 | 0    | 0    | 0             | 0     | 0     | 0             | 0         | 0         | 0             | 0     | 0     | 0             |
| Зенит | Всего   | 328  | −311 | 121           | 43    | −39   | 18            | 71        | −82       | 25            | 442   | −432  | 164           |

### Матчи за сборную
| Матчи Малафеева за сборную России | Матчи Малафеева за сборную России | Матчи Малафеева за сборную России | Матчи Малафеева за сборную России | Матчи Малафеева за сборную России | Матчи Малафеева за сборную России | Матчи Малафеева за сборную России |
| --------------------------------- | --------------------------------- | --------------------------------- | --------------------------------- | --------------------------------- | --------------------------------- | --------------------------------- |
| №                                 | Дата                              | Оппонент                          | Счёт                              | Пропущено голов                   | Соревнование                      |                                   |
| 1                                 | 19 ноября 2003 года               | Уэльс                             | 1:0                               | -                                 | Отборочные матчи ЧЕ-2004          |                                   |
| 2                                 | 25 мая 2004 года                  | Австрия                           | 0:0                               | -                                 | Товарищеский матч                 |                                   |
| 3                                 | 16 июня 2004 года                 | Португалия                        | 0:2                               | 1                                 | Финальные матчи ЧЕ-2004           |                                   |
| 4                                 | 20 июня 2004 года                 | Греция                            | 2:1                               | 1                                 | Финальные матчи ЧЕ-2004           |                                   |
| 5                                 | 18 августа 2004 года              | Литва                             | 4:3                               | 2                                 | Товарищеский матч                 |                                   |
| 6                                 | 4 сентября 2004 года              | Словакия                          | 1:1                               | 1                                 | Отборочные матчи ЧМ-2006          |                                   |
| 7                                 | 9 октября 2004 года               | Люксембург                        | 4:0                               | -                                 | Отборочные матчи ЧМ-2006          |                                   |
| 8                                 | 13 октября 2004 года              | Португалия                        | 1:7                               | 7                                 | Отборочные матчи ЧМ-2006          |                                   |
| 9                                 | 17 ноября 2004 года               | Эстония                           | 4:0                               | -                                 | Отборочные матчи ЧМ-2006          |                                   |
| 10                                | 9 февраля 2005 года               | Италия                            | 0:2                               | 2                                 | Товарищеский матч                 |                                   |
| 11                                | 26 марта 2005 года                | Лихтенштейн                       | 2:1                               | 1                                 | Отборочные матчи ЧМ-2006          |                                   |
| 12                                | 2 июня 2007 года                  | Андорра                           | 4:0                               | -                                 | Отборочные матчи ЧЕ-2008          |                                   |
| 13                                | 6 июня 2007 года                  | Хорватия                          | 0:0                               | -                                 | Отборочные матчи ЧЕ-2008          |                                   |
| 14                                | 8 сентября 2007 года              | Македония                         | 3:0                               | -                                 | Отборочные матчи ЧЕ-2008          |                                   |
| 15                                | 12 сентября 2007 года             | Англия                            | 0:3                               | 3                                 | Отборочные матчи ЧЕ-2008          |                                   |
| 16                                | 4 июня 2008 года                  | Литва                             | 4:1                               | 1                                 | Товарищеский матч                 |                                   |
| 17                                | 29 марта 2011 года                | Катар                             | 1:1                               | -                                 | Товарищеский матч                 |                                   |
| 18                                | 7 июня 2011 года                  | Камерун                           | 0:0                               | -                                 | Товарищеский матч                 |                                   |
| 19                                | 2 сентября 2011 года              | Македония                         | 1:0                               | -                                 | Отборочные матчи ЧЕ-2012          |                                   |
| 20                                | 6 сентября 2011 года              | Ирландия                          | 0:0                               | -                                 | Отборочные матчи ЧЕ-2012          |                                   |
| 21                                | 7 октября 2011 года               | Словакия                          | 1:0                               | -                                 | Отборочные матчи ЧЕ-2012          |                                   |
| 22                                | 11 октября 2011 года              | Андорра                           | 6:0                               | -                                 | Отборочные матчи ЧЕ-2012          |                                   |
| 23                                | 11 ноября 2011 года               | Греция                            | 1:1                               | -                                 | Товарищеский матч                 |                                   |
| 24                                | 25 мая 2012 года                  | Уругвай                           | 1:1                               | 1                                 | Товарищеский матч                 |                                   |
| 25                                | 1 июня 2012 года                  | Италия                            | 3:0                               | -                                 | Товарищеский матч                 |                                   |
| 26                                | 8 июня 2012 года                  | Чехия                             | 4:1                               | 1                                 | Финальные матчи ЧЕ-2012           |                                   |
| 27                                | 12 июня 2012 года                 | Польша                            | 1:1                               | 1                                 | Финальные матчи ЧЕ-2012           |                                   |
| 28                                | 16 июня 2012 года                 | Греция                            | 0:1                               | 1                                 | Финальные матчи ЧЕ-2012           |                                   |
| 29                                | 15 августа 2012 года              | Кот-д’Ивуар                       | 1:1                               | 1                                 | Товарищеский матч                 |                                   |

Итого: 29 матчей / 24 пропущенных гола; 14 побед, 10 ничьих, 5 поражений.

## Достижения

### Командные
Зенит (Санкт-Петербург)
- Чемпион России (4): 2007, 2010, 2011/12, 2014/15
- Серебряный призёр чемпионата России (3): 2003, 2012/13, 2013/14
- Бронзовый призёр чемпионата России (3): 2001, 2009, 2015/16
- Обладатель Кубка России (3): 1998/99, 2009/10, 2015/16
- Обладатель Суперкубка России (3): 2008, 2011, 2015
- Обладатель Кубка УЕФА: 2007/08
- Обладатель Суперкубка УЕФА: 2008
- Обладатель Кубка Премьер-Лиги: 2003

Итого: 19 трофеев
Россия
- Бронзовый призёр чемпионата Европы: 2008

### Личные
- Заслуженный мастер спорта России (2008)
- В списках 33 лучших футболистов чемпионата России (5): № 1 — 2004, 2012; № 2 — 2003, 2006; № 3 — 2008.
- Лучший вратарь чемпионата России по оценкам «Спорт-Экспресс»: 2006 (ср. оценка — 5,98).
- «Вратарь года»: 2003, 2007, 2012.
- Член Клуба Льва Яшина.
- Рекордсмен Клуба Леонида Иванова (163 сухих матча за «Зенит» и 15 за сборную России)[35].